# Islamischer Revolutionsrat

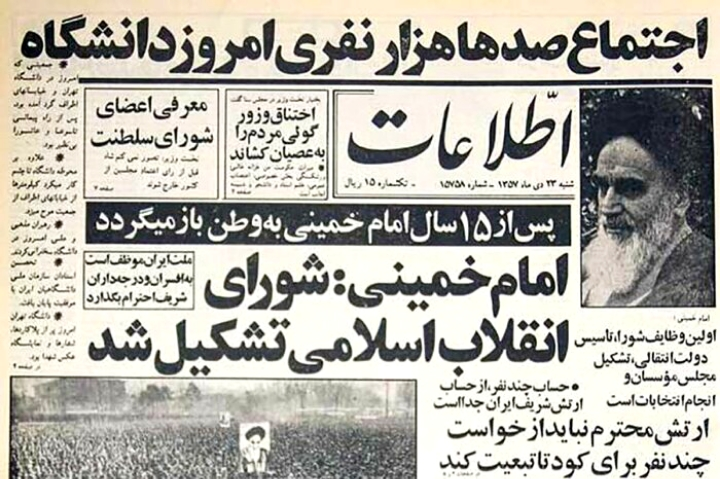
Titelseite der Zeitung Ettela'at vom 12. Januar 1979

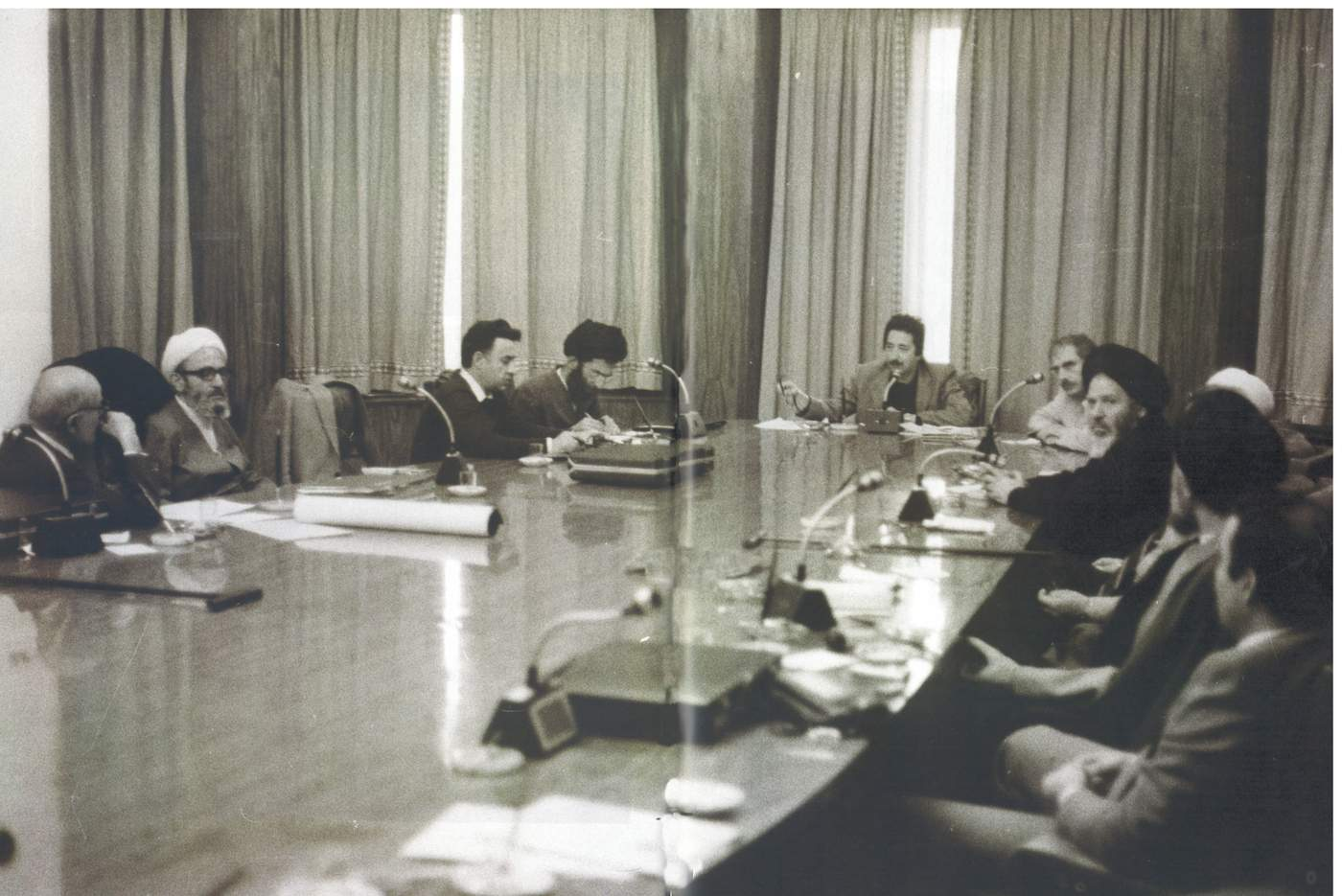
Treffen des Revolutionsrates unter dem Vorsitz von Abul Hassan Bani Sadr. Von links: Mehdi Bazargan, Mohammad Reza Mahdavi Keni, Ezzatullah Sahabi, Ali Khamenei, Abolhasan Bani Sadr, Hassan Habibi und Seyed Abdul Karim Mousavi Ardabili (1. November 1980)

Der Islamische Revolutionsrat war eine geheime Institution der Islamischen Revolution, die im Dezember 1978 von dem Ajatollah Ruhollah Chomeini gegründet und bis zur Inkraftsetzung der iranischen Verfassung bzw. der ersten Wahl des Präsidenten wirkte. Den Vorsitz hatte bis zu seiner Ermordung am 1. Mai 1979 Ajatollah Morteza Motahhari.

## Geschichte

### Zusammensetzung
Die offiziell Zusammensetzung des Islamischen Revolutionsrates findet seinen Ursprung während des Exils von Chomeini in Frankreich. Der dort gegründete „innere Zirkel“ bestand zunächst aus den Religionsgelehrten Mousavi Ardebili, Mohammad Beheschti, Morteza Motahhari und Akbar Hāschemi Rafsandschāni und hatte die Aufgabe, die islamische Revolution zu koordinieren. Der nach dem 5. Februar 1979 gebildete Revolutionsrat bestand aus einem geheim gehaltenen 13-köpfigen Gremium. Neben dessen Vorsitzenden Mohammad Beheschti gelten der heutige oberste Rechtsgelehrte Seyyed Ali Chamene’i, der spätere Vorsitzende des Schlichtungs- und Expertenrates Rafsandschani, die Religionsgelehrten Mohammad Dschawad Bahonar, Mohammed Reza Mahdavi-Kani, Hossein Ali Montazeri sowie Mehdi Basargan, Sadegh Ghotbzadeh und Ezatollah Sahabi als Mitglieder.

### Aufgaben
Die Aufgabe des Revolutionsrates bestand zunächst darin, eine Diffamierungskampagne gegen den Schah Mohammad Reza Pahlavi zu organisieren. So wurde verbreitet, der Schah sei drogenabhängig, homosexuell und heimlich zum zarathustrischen oder jüdischen Glauben übergetreten, und seine Frau hätte ein Verhältnis mit dem amerikanischen Präsidenten Jimmy Carter. Nach der Rückkehr Chomeinis nach Iran übernahm der Islamische Revolutionsrat die politischen Entscheidungen zum Aufbau der Islamischen Republik Iran. Umgehend wurden wichtige Posten an regimetreue Personen vergeben, und Regierungsämter, Gerichte, Militär und Kultureinrichtungen von Schah-Getreuen gesäubert. Sämtliche politischen Entscheidungen, auch die der Übergangsregierung Mehdi Basargans, konnten nur mit Zustimmung des Revolutionsrates gefasst werden. Im Prinzip war dieser damit der Vorgänger des Wächterrates. Er überwachte die Qualifikation der Kandidaten hinsichtlich der Zulassung zur Wahl der Expertenversammlung. Weiterhin bildete der Revolutionsrat die Führungsspitze der vielfältigen Revolutionskomitees. 

Chomeini ließ am 4. November 1979 eine Erklärung verbreiten, in der er der 65 Studenten und Schüler gedachte, die ein Jahr zuvor bei Demonstrationen an der Teheraner Universität ums Leben kamen: 

„Es ist deshalb Sache der lieben Schüler, Studenten und Theologiestudenten, mit all ihrer Kraft die Angriffe gegen die USA und Israel zu verstärken, so dass sie die USA zwingen können, den abgesetzten und kriminellen Schah auszuliefern [...]“

 Diese Erklärung galt als Rechtfertigung, die amerikanische Botschaft zu stürmen. Der Schluss liegt damit nahe, ohne zumindest zustimmende Duldung des Revolutionsrates und Chomeini hätte keine Geiselnahme der US-Botschaft stattfinden können. Drögemüller geht noch einen Schritt weiter und behauptet die IRP-Fraktion des Revolutionsrates (Beheschti-Chamenei-Rafsandschani) stünde hinter der Botschaftsbesetzung.
Nach dem Rücktritt der provisorischen Regierung Mehdi Bāzargāns, am 5. November 1979 aufgrund der Geiselnahme von Teheran übernahm der Revolutionsrat sämtliche Regierungsgeschäfte bis zur Wahl Abolhassan Banisadrs zum ersten Präsidenten der Islamischen Republik Iran am 25. Januar 1980. 
Mit der Erklärung des Revolutionsrates vom 4. Juni 1980 wurden sämtliche iranische Universitäten geschlossen. Chomeini drückte seine Furcht vor mangelnder Unterstützung durch Studenten und den Lehrkörper mit den Worten aus: „Wir haben keine Angst vor militärischen Angriffen, wir haben Angst vor kolonialen Universitäten.“ Hintergrund war die Störung der Rede Ali-Akbar Hāschemi Rafsandschānis im April 1980 in der Medizinischen Fakultät.

### Auflösung
Mohammad Beheschti löste mit seiner Erklärung vom 12. Juli 1980 den Revolutionsrat offiziell auf. Der am 20. Februar 1980 / 17. Juli 1980 nun vollzählige Wächterrat übernahm dessen Funktion.